# Spodnja Luša
Spodnja Luša je naselje v Občini Škofja Loka.